# Area nolana
L'area nolana è quel tratto della pianura campana che compone la terza cintura nord della città metropolitana di Napoli.
In linea di massima, dunque, i suoi confini naturali sono rappresentati appunto dagli Appennini, a est, dal fiume Clanio, a nord, e dal Vesuvio, a sud.
Il territorio si incunea fra il Vesuvio e l'Appennino campano e si estende verso il Baianese e il Vallo di Lauro in provincia di Avellino e che fino al 1860 componevano storicamente l'Agro nolano, area storico-geografica della vasta Terra di Lavoro nota in epoca antica come Campania felix.
Il circondario nolano non è molto esteso: basti pensare che l'intera superficie territoriale (185 km²) dei 18 comuni che lo compongono infatti è inferiore alla superficie del solo comune di Fiumicino (213 km²).

## Storia
Il nome deriva da Nola, che da sempre ha avuto un ruolo centrale all'interno del circondario, influenzando usi, costumi, dialetto e scambi. Secondo un'altra ipotesi, invece, sarebbe il nome della città a derivare dall'antico toponimo latino Ager Nolanus. Parte del territorio dell'agro, infine, era anticamente denominata Campi Cemeterii dal nome del casale nolano di Cemeterio (l'odierno comune di Cimitile).

Durante il Ducato di Napoli, si parlava genericamente di territorio nolanum, a sostegno di ciò rimane il fatto che in tutti i comuni ricadenti in tale ambito il valore del moggio nolano (misura di aridi passata poi ad indicare misure di superficie agraria) era diverso dal moggio napoletano e dagli altri moggi del Regno di Napoli.
Buona parte dei comuni del nolano legano la loro storia con quella di Nola, che, dopo le guerre sannitiche, divenne fedele a Roma, elevandola a municipium, ciò le permise di avere un Senato proprio e perfino di coniare monete. Per la fertilità delle sue terre e per il clima addolcito dalle colline circostanti e del mare non lontano, molti patrizi vi si trasferirono e vi costruirono ville e mausolei. Altri coloni si stanziarono nell'agro in seguito alla distribuzione delle terre conquistate e vi costruirono le proprie case, dapprima modeste, poi più ampie con vaste corti, fino a formare villaggi e borgate.
Durante il ducato di Napoli, i centri abitati iniziarono ad essere indicati come casali. Ciascuno di essi aveva acquisito il proprio nome dalle ville dei patrizi che, un tempo, li avevano abitati: così, ad esempio, si ebbe Baiano da praedium Vajanorum, Faibano da praedium Fabianum (gens Fabia), Scisciano da fundus Settianus, Marigliano da praedium Marianum (o meglio da gens Marilia), e anche per altri feudi vicini all'Agro Nolano come quello di Ottaviano il cui nome è derivato dal fatto di essere un importante "Praedium" (poi divenuto "Municipium") della "Gens Octavia" (che era la famiglia dell'imperatore Ottaviano Augusto), ecc.
Finita la signoria degli Orsini, Nola divenne autonoma e con i suoi sedici casali (Saviano, Sant'Erasmo, Sirico, San Paolo, Livardi, Liveri, Cimitile, Camposano, Casamarciano, Cumignano, Faibano, Gallo, Risigliano, Vignola, Scaravito e Tufino) formò un'università, ovvero un comune del Regno di Napoli, fino al XIX secolo, quando, Giuseppe Bonaparte decretò l'abolizione del feudalesimo e riformò la ripartizione territoriale del regno sulla base del modello francese.
Le università furono sciolte e sostituite dai comuni, l'unità di base della struttura politico-amministrativa dello Stato moderno. Ad essi facevano capo i casali, che restavano centri a carattere prevalentemente rurale. Molti casali nolani, però, acquisirono una propria autonomia. Furono così eretti a comuni: Cimitile, Casamarciano, Liveri, Cumignano con Gallo, Tufino con Risigliano e Vignola, San Paolo con Livardi e Scaravito, Sant'Ermo e Sant'Erasmo, Sirico e Saviano e Camposano e Faibano.

## Geografia fisica

### Territorio
Il territorio nolano, in antichità, era, per la maggior parte ricoperto da boschi, in parte protetti come selve sacre, ma già nei primi secoli dell'impero romano lo sfruttamento del legname era diventato talmente intensivo che, nel IV secolo, Sesto Giulio Frontino poteva scrivere che i boschi erano oramai scomparsi da tutta la pianura campana e rimanevano soltanto sulle montagne.. Queste selve sacre o selve di pianura erano costituite, prevalentemente, da boschi di lecci e di sughero con tutto il loro corteggio di piante arbustive.
Nel 1529, la città di Nola e i suoi casali fecero acquisto dal Regio Fisco, con l'approvazione della Camera della Sommaria del Regno, dei due latifondi di Bosco Fangone, di moggia 605 (ettari 242) e di Bosco Gaudio, di moggia 113 (ettari 45,2), per il prezzo complessivo di 11.450 ducati, dati in enfiteusi a principi, marchesi e baroni, dai quali dipendevano detti casali, con godimento degli usi civici. Tutto ciò al fine di evitare che il Regio Fisco alienasse, ad altri baroni, quei fondi, che divennero, così, proprietà comunali e tali rimasero per circa tre secoli, non appartenenti cioè a quelle terre da ripartirsi tra i cittadini non possidenti in forza delle leggi 1º novembre 1806 e 3 dicembre 1808, promulgate dai bonapartisti.
Nel 1891, il Primo Ministro Antonio di Rudinì dispose la quotizzazione delle terre demaniali fra i cittadini non possidenti, con l'obbligo di un piccolo canone annuo. Il sindaco di Nola Tommaso Vitale ed il segretario comunale Raffaele De Sena spesero gran parte della loro attività per evitare che tale provvedimento trovasse applicazione sui fondi di Bosco Fangone e di Bosco Gaudio. Il sindaco nolano intendeva trasformare la proprietà demaniale in una proprietà patrimoniale, ripartita tra enti, che rappresentassero gli interessi della collettività. Riteneva, infatti, che dividendo i terreni tra tutti i cittadini non abbienti, costoro sarebbero diventati singolarmente proprietari di minuscoli appezzamenti di terreno che, col tempo, avrebbero finito con l'essere venduti a prezzi irrisori ai latifondisti. Dopo la morte di Tommaso Vitale, i due boschi divennero sempre più ristretti. Piccoli proprietari terrieri e coloni non possidenti, infatti, occuparono le due aree, frazionandole in una moltitudine di fazzoletti di terra. Nel corso degli anni, i fertili terreni di Bosco Fangone e Gaudio furono espropriati e venduti a capitalisti speculatori, talvolta con la complicità di amministratori locali.

## Suddivisioni territoriali
I comuni dell'agro nolano oggi sono suddivisi su tre territori, nolano, baianese e Vallo di Lauro, storicamente hanno fatto parte, sin dal XII secolo, del giustizierato, poi provincia, di Terra di Lavoro e costituivano uno specifico distretto, il distretto di Nola appunto. Nel 1861, in seguito all'Unità d'Italia, i comuni il Baianese e il Vallo di Lauro vennero incorporati nella provincia di Avellino. Gli altri comuni invece rimasero nella provincia libure fino al 1927. In quell'anno Mussolini decise di sciogliere quest'ultima, spostando la maggior parte dei suoi comuni nella provincia di Napoli e gli altri nelle province di Benevento, Frosinone e Roma. I restanti comuni dell'agro complice la poca distanza dal capoluogo, furono incorporati nella provincia partenopea. Nel 1945, alla fine della Seconda guerra mondiale, fu costituita la provincia di Caserta ma solo i comuni del casertano centrale e quelli entrati nella provincia beneventana furono restituiti a quella che era l'antica Terra di Lavoro, mentre gli altri comuni rimasero nella provincia di Littoria (l'odierna provincia di Latina istituita nel 1934 per scorporo dalla provincia di Roma), frusinate, e napoletana. I comuni dell'agro nolano, quindi, rimasero suddivisi tra le province di Napoli e di Avellino.
Negli anni scorsi si è molto discussa l'ipotesi di istituire la Provincia di Nola, riunendo le 19 località dell'attuale area col Vallo di Lauro, il Baianese e altri comuni del napoletano per un totale di 44 comuni raggruppati in un unico ente amministrativo con Nola capoluogo, il consiglio regionale però non espresse parere favorevole alla istituzione della nuova entità territoriale, anche per la forte opposizione di consiglieri regionali di Avellino che espressero parere sfavorevole allo scorporo del Baianese dal territorio della loro provincia.
Delle due proposte di legge che furono presentate in Parlamento, la prima fu bocciata per mancanza di numeri e requisiti, la seconda non fu nemmeno discussa perché si tenne conto della indisponibilità ad aderire alla nuova provincia di alcuni popolosi comuni vesuviani (tra i quali Ottaviano, Somma Vesuviana e Pomigliano d'Arco) e della legge 142 del 1990 che prevedeva lo scioglimento di 9 province italiane e l'istituzione di altrettante città metropolitane, tra cui appunto Napoli.

## Comuni dell'area nolana
| Comuni             |
| Nola               |
| Camposano          |
| Carbonara di Nola  |
| Casamarciano       |
| Cicciano           |
| Cimitile           |
| Comiziano          |
| Liveri             |
| Mariglianella      |
| Marigliano         |
| Palma Campania     |
| Roccarainola       |
| San Paolo Bel Sito |
| San Vitaliano      |
| Saviano            |
| Scisciano          |
| Tufino             |
| Visciano           |